# Kulkwitzer Lachen
Kulkwitzer Lachen este o arie protejată (arie specială de conservare — SAC, sit de importanță comunitară — SCI) din Germania întinsă pe o suprafață de 39 ha, integral pe uscat.

## Localizare
Centrul sitului Kulkwitzer Lachen este situat la coordonatele 51°16′46″N 12°14′28″E / 51.2794°N 12.2411°E.

## Înființare
Situl Kulkwitzer Lachen a fost declarat sit de importanță comunitară în iunie 2002 pentru a proteja 2 specii de animale. Situl a fost protejat și ca arie specială de conservare în aprilie 2011.

## Biodiversitate
Situată în ecoregiunea continentală, aria protejată conține 1 habitat natural: Lacuri eutrofice naturale cu vegetație de tip Magnopotamion sau Hydrocharition.
La baza desemnării sitului se află mai multe specii protejate de  amfibieni (2): buhai de baltă cu burta roșie (Bombina bombina), triton cu creastă (Triturus cristatus)